# Cuvelier (trouvère)

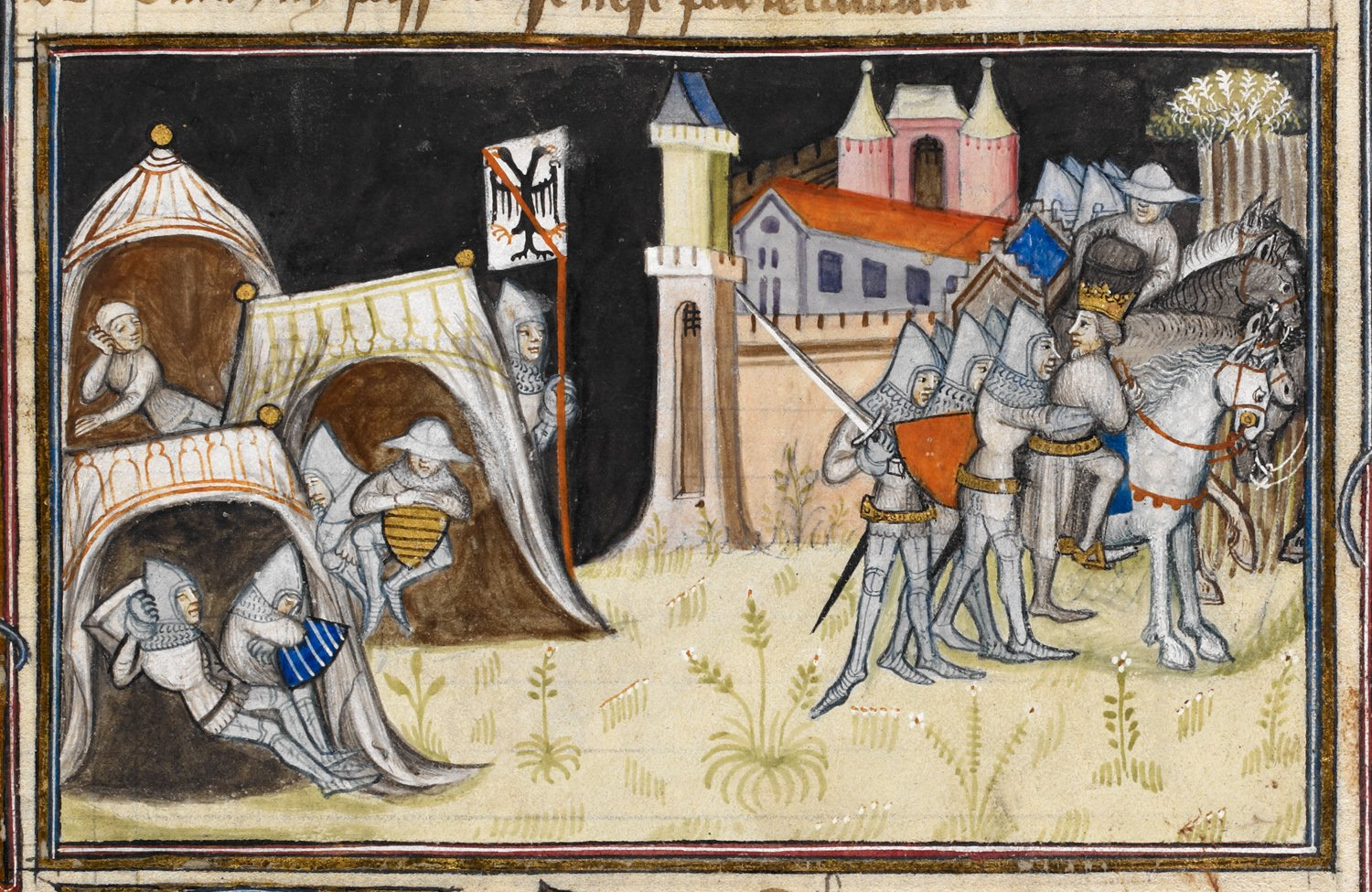
Detail van een miniatuur uit La Chanson de Bertrand du Guesclin

Cuvelier was een 14e-eeuwse Franse trouvère en minstreel. Er is vrij weinig over zijn leven bekend. Hij zou afkomstig zijn uit Doornik. Als voornaam wordt Jean of Johannes vermeld, maar ook Jacquemart le Cuvelier komt voor.
In 1372 was hij in ieder geval verbonden aan het hof van koning Karel V. Het bekendste werk van Cuvelier is La Chanson de Bertrand du Guesclin, over het leven van de connétable Bertrand du Guesclin (circa 1320–1380) Deze kroniek is geschreven vóór 1387 en bestaat uit ruim 23.000 alexandrijnen. Het werk wordt beschouwd als onderdeel van het genre chanson de geste.
In de Codex Chantilly zijn enkele muziekstukken van Cuvelier bewaard gebleven, geschreven in een complexe stijl die bekendstaat als ars subtilior:
- En la saison: een ballade over Olivier Du Guesclin en diens moeder Thomasse le Blanc
- Se Galaas et le puissant Artus
- Se Genevre
- Lorques Arthus

## Trivia
Jeugdboekenschrijfster Thea Beckman voerde in haar trilogie over de Honderdjarige Oorlog het personage Matthis Cuvelier op. Dit personage was geïnspireerd op de historische Cuvelier.